# 4等艦
18世紀前半のイギリス海軍において4等艦（fourth-rate）とは46門から60門の砲を積んだ戦列艦をさす分類であった。この砲門数は1817年まで変更されなかったが、1756年以降は50門以下の軍艦を戦列に加えるのは危険だと考えられるようになった。しかし50門艦は北アメリカ沿岸の大型艦の活動が難しい海域での戦闘では依然有効だったので7年戦争やアメリカ独立戦争の間も建造が続けられた。しかしフランス革命からナポレオン戦争にかけての時期にはその任務でも使われなくなり、同様に60門艦も64門3等艦に吸収されて消えていった。少数の50門艦は船団護衛や遠隔海域の旗艦に使用され、また一部は砲を装備せずに兵員輸送船として使われた。
しかしナポレオン戦争中も少数の4等艦が現役であり、特に北海でオランダやバルト海の敵国と対峙する艦隊は64門艦と50門艦で構成されていた。ナイルの海戦のネルソン艦隊には50門艦リアンダーが含まれており、1807年に大事件を引き起こしたのも50門艦だった。
コンスティチューションのようなアメリカ海軍の44門フリゲートはカロネードを含めれば50門以上の武装となり、4等艦に匹敵すると考えられていた。1813年の2代目リアンダーのようなナポレオン戦争の後期や米英戦争期に建造、あるいは既存の3等艦から改造された24ポンド砲フリゲートは実際に改定された等級制度に基づき4等艦に分類されていた。これらの4等級大型フリゲートの近距離火力はかつての2層50門艦を圧倒しており、64門艦にすらひけを取らなかった。
東インド会社などに所属していた一部の商船は海賊対策に重武装を施しており、4等艦に匹敵する火力を持っていた。